# 1942 (numero)
Millenovecentoquarantadue (1942) è il numero naturale dopo il 1941 e prima del 1943.

## Proprietà matematiche
- È un numero pari.
- È un numero composto da 6 divisori: 1, 2, 971, 1942. Poiché la somma dei suoi divisori (escluso il numero stesso) è 974 < 1942, è un numero difettivo.
- È un numero semiprimo.
- È un numero omirpimes.
- È un numero congruente.
- È un numero odioso.
- È un numero intero privo di quadrati.
- È parte della terna pitagorica (1942, 942840, 942842).

## Astronomia
- 1942 Jablunka è un asteroide della fascia principale del sistema solare.

## Astronautica
- Cosmos 1942 è un satellite artificiale russo.